# Bulbophyllum wadsworthii
Bulbophyllum wadsworthii é uma espécie de orquídea (família Orchidaceae) pertencente ao gênero Bulbophyllum. Foi descrita por Alick William Dockrill em 1964.